# João Ribeiro (Richter)
João Ribeiro (* 30. August 1974 in Luro, Lautém, Portugiesisch-Timor) ist ein osttimoresischer Jurist.
Am 18. Mai 2009 wurde Ribeiro zum Richter auf nationaler Ebene vereidigt. Er gehörte damit zur zweiten Generation von osttimoresischen Richtern seit der Unabhängigkeit des Landes 2002. Zunächst wurde er dem Distriktsgericht von Dili zugewiesen. Am 5. November 2011 wurde Ribeiro Verwaltungsrichter des Distriktsgerichts von Oe-Cusse Ambeno.
Seit 2021 ist Ribeiro zudem stellvertretender Kommissar der Nationalen Wahlkommission. Er wurde in das Amt vom Conselho Superior da Magistratura Judicial gewählt.